# 金鼎汉
金鼎汉（1930年9月13日—2020年11月28日），男，浙江诸暨人，生于湖南长沙，中华人民共和国印度学者、翻译家。毕业于北京大学，精通印地语，以研究印度文化而著名。曾任北京大学外国语学院教授，中国南亚学会顾问。

## 生平
1930年，金鼎汉出生在湖南省长沙市。父亲金岳礽，冶铁技术工程师；叔父金岳霖，哲学家；哥哥金鼎新，中国致公党中央委员。
1955年，金鼎汉从北京大学东方语言文学系（今东方语言文化系）毕业，毕业后留校执教，教印地语，同时担任中国社会科学院研究员。
1992年，金鼎汉开始享受国务院政府特殊津贴。
2020年11月28日12时20分，金鼎汉在北京市逝世，终年90岁。

## 作品
- 《毛泽东选集》（印地语版本）

- 《毛泽东诗词》（印地语版本）

- 《虚假的事实》（耶谢巴尔）

- 《妮摩拉》（普列姆昌德）

- 《罗摩功行录》（杜勒西达斯）

## 奖项
- 1993年，获印度总统夏尔玛颁发的“世界印地语荣誉奖”。[3][4]

- 2001年，获印度总统纳拉亚南颁发的国际印地语研究最高奖“乔治·格里森奖”。[3][4]

- 2015年，获印度文学院名誉院士学衔。[5]